# Fabienne Jagou
Œuvres principales
- (en)The 9th Panchen Lama (1883-1937) : A Life at the Crossroads of Sino-Tibetan Relations (2001)
- (zh) Les fonctionnaires des frontières chinoises (en chinois, 2007)
- (fr) La conception et la circulation des textes tibétains (2006)

Fabienne Jagou, née en 1964, est une historienne, sinologue et tibétologue française.

## Biographie
Fabienne Jagou obtient un DEA de chinois à l'université Paris-VII en 1991 et le diplôme supérieur de langue tibétaine de l'INALCO. 
Après avoir soutenu, en 1999, une thèse de doctorat en histoire intitulée Le 9e Panchen Lama (1883-1937): traitre ou visionnaire ? à l'école des hautes études en sciences sociales à Paris, elle devient membre de l'École française d'Extrême-Orient en 2000 et est affectée à l'antenne de Taipei à Taïwan de décembre 2001 à août 2007.
Elle poursuit des recherches sur les relations politiques et culturelles sino-tibétaines aux époques moderne et contemporaine.
Depuis 2010, elle assure un séminaire intitulé Religion et Politique au Tibet, dans le cadre du Master 2 de science politique Asie Orientale contemporaine à l’École normale supérieure et l’Institut d’études politiques à Lyon.

## Accueil critique
Concernant Le 9e Panchen-Lama (1883-1937). Enjeu des relations sino-tibétaines, Isabelle Charleux, chargée de recherches au CNRS, estime qu'il s'agit d'un « ouvrage de référence » sur les relations sino-tibétaines.

## Publications

### Ouvrages
- (2011). The 9th Panchen Lama (1883-1937): A Life at the Crossroads of Sino-Tibetan Relations. Chiang Mai : Silkworm/EFEO.
- (2004).  Le 9e Panchen Lama (1883-1937) : enjeu des relations sino-tibétaines. Paris : EFEO/De Boccard, Monographie 191.

### Direction d'ouvrages
- (2007). (dir. avec P. Calanca) Sinologie française, Faguo Hanxue 12, Numéro spécial sur « Les Fonctionnaires des frontières chinoises » ; Pékin : EFEO/Zhonghua shuju (en chinois).
- (2006). (dir.) « La conception et la circulation des textes tibétains », Les Cahiers d’Extrême-Asie, 15, Paris : EFEO.

### Ouvrages en collaboration
- (2014). « Tibetan Buddhism in the Tainan area: A case study of two Karma bKa’ rgyud School monasteries », in Ye Chunrong (éd.), Religion in Transformation in the Tainan Area. Tainan, Commission des affaires culturelles : 407−425.
- (2013). « In Search of the Tibetan translators within the Manchu Empire: An Attempt to go from the global to the local ». In : Ramble, C., Schwieger, P. & Travers, A. (éds.). Tibetans who Escaped the Historian’s Net: Studies in the Social History of Tibetan-speaking Societies. Kathmandu : Vajra Books : 41−52.
- (2011). « The Use of the Ritual Drawing of Lots for the Selection of the 11th Panchen Lama ». In : Buffetrille, K. (éd.), "Revisiting rituals in a changing Tibetan world" Proceedings of the Seminar La transformation des rituels dans l’aire tibétaine à l’époque contemporaine held in Paris on November 8th and 9th 2007. Leiden : Brill : 43−67.
- (2010). « Étude des toponymes choisis par les Mandchous pour définir le territoire tibétain ». In : Jean-Luc Achard  (éd.), Études tibétaines en l’honneur d’Anne Chayet. Paris : École Pratique des Hautes Études, Sciences Historiques et Philologiques – II : 127-146.
- (2010). « Les traductions tibétaines des discours politiques chinois de Sun Yat-sen sur les « Trois principes du peuple » en tant qu'exemples de traductions modernes d'un texte politique. ». In : Chayet, A., Scherrer-Schaub, C., Robin, F. & Achard, J.-L. (éds.), Édition, éditions: l'écrit au Tibet, évolution et devenir. (Collectanea Himalayica 3), München: Indus Verlag : 163-184.
- (2009). « The 13th Dalaï Lama’s Visit to Peking in 1908: A Search for a new kind of chaplain/donor relationship ». In : Kapstein, M. (éd.), Buddhism between Tibet and China. Honolulu : Université of Hawaï Press : 349-378.
- (2009). « Tibétains ». In : Clementin-Ojha, C. et al. (dir), Dictionnaire de l’Inde. Paris : Larousse : 432-434.
- (2007). (Wu Min trad.). «Manzhou jiangjun Fu Kang’an : 1792 zhi 1793 nian Xizang zhengwu gaige de xianqu (Fu Kang’an : un général mandchou à l’origine de la réforme administrative tibétaine de 1792-1793) ». In : Calanca, P. & Jagou, F. (éds.), Les fonctionnaires des frontières chinoises. Pékin : EFEO/Zhonghua shuju : 147-167.
- (2005). « Le panchen-lama et le Dalaï-Lama, une relation de maître à disciple en péril », in Brauen, Les Dalai Lamas, Les 14 réincarnations du bodhisattva Avalokitesvara, Lausanne, Favre, p. 202–211 (trad. : « The Panchen Lamas and the Dalai Lamas: A Questionable Master-Disciple relationship », in Brauen, The Dalai Lamas, A Visual History, Chicago, Serindia Publications: 202–211.
- (1996). « A Pilgrim's Progress: The peregrinations of the 6th Panchen Lama (1883−1937) »,  Lungta, The lives of the panchen lamas (10) : 12-23. Réédition in : Mackay, A. (éd.), History of Tibet. Londres : Curzon Press. 2003 : 419-433.

### Articles et contributions
- (2012), « Chinese Policy Towards Tibet versus Tibetan Expectations for Tibet: A Divergence marked by self-immolations », Revue d’Études Tibétaines, special issue « Tibet is burning. Self-Immolation: ritual or political Protest » (25) : 81−87.
- (2011). « Le bouddhisme tibétain à Taiwan », Monde chinois, nouvelle Asie, special issue « Les 100 ans de la République de Chine » (27) 52-63.
- (2009). « Histoire des relations sino-tibétaines », Outre-Terre/Revue française de géopolitique, Numéro hors-série « Pékin 2008 : le monde en jaune. Des jeux pas très olympiens » : 145-158.
- (2009). « Liu Manqing : A Sino-Tibetan Adventurer and the Origin of a New Sino-Tibetan Dialogue in the 1930s », Revue d’Études Tibétaines, octobre (17) : 5-20.
- (2006). « Les biographies de maîtres tibétains et mongols ayant vécu en Chine à l'époque moderne », in Les Cahiers d'Extrême-Asie 15. L La conception et la circulation des textes tibétains : 275-294.
- (2006). « Vers une nouvelle définition de la frontière sino-tibétaine : la Conférence de Simla (1913) et le projet de création de la province chinoise du Xikang », Extrême-Orient Extrême-Occident. numéro spécial Desseins de frontières (28) : 147-167.
- (2006). « Le monastère bouddhiste et la société civile : source du droit foncier tibétain», Société, Droit et Religion en Europe, numéro spécial Le bouddhisme et ses normes, Traditions – Modernités, Presses Universitaires de Strasbourg, Collections de l’Université Robert Schuman : 45-68.
- (2003). « Guanyu Meng Zang shiwu weiyuanhui de chubu yanjiu (Recherches préliminaires sur la Commission des affaires mongoles et tibétaines) », Gu Jin lunheng Disquisitions about the Past and the Present, 2003, 9 : 105–114.
- (2002). « The 6th Panchen Lama's Chinese Titles », in L. Epstein, éd., Kham-pas Local History, Leyde, E. J. Brill: 85-102.
- (2001). « La politique religieuse de la Chine au Tibet », Revue d'études comparatives Est-Ouest. Politique et religion en Asie orientale 33, 1: 29-54.
- (2000). « La revue chinoise de tibétologie Zhongguo Zangxue ». Revue bibliographique de sinologie. EHESS : 75-85.
- (2000). Le contrôle des marches sino-tibétaines à l'époque de la Chine républicaine, Géographie et cultures 34 : 5-24.
- (1999). «The Kalacakra Initiation in Peking! », Tibet Foundation Newsletter. Mars (26) : 4−5.
- (1996). « A Pilgrim's Progress: The peregrinations of the 6th Panchen Lama (1883-1937) », Lungta, The Lives of the Panchen Lamas 10 : 12-23.

## Prix
Elle a reçu le prix de la fondation taïwano-française pour l'Éducation et la Culture en 2000.